# Kaj Gottlob
Niels August Theodor Kaj Gottlob (9. november 1887 i København – 12. maj 1976 sammesteds), dansk arkitekt og en af nyklassicismen og funktionalismens betydeligste skikkelser. Som først professor ved Kunstakademiets Arkitektskole 1924-1938 og siden som kongelig bygningsinspektør 1936-1957 satte han et stort aftryk på det offentlige byggeri i mellem- og efterkrigstiden.

## Uddannelse og virke
Kaj Gottlob blev student fra Borgerdydskolen 1905 og tog året efter filosofikum, gik på Teknisk Skole 1905-1908 og blev optaget på Kunstakademiet i januar 1907, hvorfra han tog afgang som arkitekt i januar 1914. Han modtog året efter den store guldmedalje (for Fyrtaarn ved Skagen). I studietiden var han medlem af Den fri Architektforening, hvor de unge nyklassicistiske arkitekter mødtes. Han blev ansat i Frederiksberg Kommunes tekniske forvaltning og var assistent hos Hack Kampmann 1908-1920. Fra 1920 drev han selvstændig virksomhed. Gottlob var lærer ved Teknisk Skole 1915-17 og assistent ved Kunstakademiets Bygningsskole (Tempelklassen) 1917-24.
Han modtog Kunstakademiets stipendium 1915-16 og Zacharias Jacobsens Legat 1922 og deltog bl.a. i École française d'Athènes' opmålingsarbejder i Delfi, Grækenland 1912 og 1923. I 1920 var han i London og 1922 i Nordafrika, Italien, Paris, 1923 i Wien og Grækenland. 
Gottlobs guldmedaljeprojekt står i gæld både til klassicismen og til Henning Hansens herregårdslignende danske rødstenspavillon på Den baltiske Udstilling i Malmø 1914, men snart blev han fuldblods-nyklassicist. Hans første monumentale opgave, Lukaskirken i Århus, er en udpræget bykirke. Det oprindelige projekt er præget af en hollandsk-engelsk murstensbarok, men den færdige kirke er slankere, tyndere i proportionerne og mere nyklassicistisk. Samtidig tegnede han prisbelønnede møbler og sølvtøj til Parisudstillingen 1925 i en elegant græcisme, der står Aage Rafns samtidige arbejder nær. Et af Gottlobs første arbejder i den rationalistiske stil, villaen på Dalgas Boulevard, er med sin mønstermuring og tagform beslægtet med de frederiksbergske villatyper fra 1860'erne.
Da han i midten af 1930'erne skiftede sit professorat ud med stillingen som kgl. bygningsinspektør, havde han bevæget sig i retning af funktionalismen, hvilket er tydeligt i Knippelsbro (1935). I udformningen af den storkøbenhavnske kommuneskole Skolen ved Sundet har Gottlob nedlagt et meget dygtigt arbejde med de to hovedtyper: Sidekorridortypen og aulatypen. Svagbørnsskolen på Amager (1937) er med sine diagonalstillede rum og udbredte brug af glasvægge den første af sin art i Danmark. Mens Roskilde Landbobank er et beskedent lavt provinsbankhus med røde mursten, er Ørstedhus et helt moderne storstadsforretningshus, men uden genrens prætentiøse udformning. Jernbetonfacaderne er støbt med en rillet jernforskalling. Såvel vinduer som indgangspartiet med den elegante trappe er præget af Gottlobs sikre proportionering og fortrolighed med de moderne byggematerialers stoflige virkninger. Gottlobs talent for at bygge forfinet og stemningsfuldt kommer især frem i universitetsbygningerne i Universitetsparken på Nørre Fælled, en række fritliggende institutter i et parkområde.
Gottlob var, især på sine gamle dage, stærkt optaget af den gamle bygningskultur og var medstifter af Sammenslutningen for Bygnings- og Landskabskultur. Han var også bekymret for byggeri i naturområder og skrev således artikler vendt imod bebyggelsen af den jyske vestkyst. Hans egne restaureringsarbejder var mere kunstnerisk frie end arkæologisk saglige; således blev Børsen nærmest moderniseret.
I mange år tegnede Gottlob møbler for snedkermester A.J. Iversen og deltog i Københavns Snedkerlavs årlige udstillinger. Gottlob spændte vidt i sine interesser og har med sin saglige viden, sin arbejdskraft og fine kunstneriske kultur i høj grad været med til at præge Kunstakademiets undervisning og bidraget til at skabe respekt om den moderne arkitekts arbejde.
Gottlob havde bolig og tegnestue i villaen Rosenvængets Hovedvej 29 i Rosenvænget.
Han var medlem af Akademiraadet 1923-38 og 1943-49, medlem af Dansk Standardiseringsråds udvalg fra 1927 og af bestyrelsen for Frøken Schwartz' Legat. Han var medlem af bestyrelsen for Akademisk Arkitektforening 1942, medlem af Det Særlige Bygningssyn 1941-67 og af Det særlige Syn for Domkirker indtil 1968. Desuden dommer for Guldsmedefagets Fællesråd 1950-52 og medlem af komiteen for Det danske Studenterhus i Paris 1946-70. 
Han modtog støtte fra Ny Carlsbergfondet 1959 og 1972, fik Akademisk Arkitektforenings æresmedalje 1975 og var æresmedlem af Sammenslutningen for Bygnings- og Landskabskultur. Gottlob modtog C.F. Hansens Opmuntringspræmie 1917 (for rejsestudier fra Sverige) og Grand Prix på verdensudstillingen i Paris, 1925 (for sine interiører).

## Udstillinger
- Charlottenborg Forårsudstilling 1915-32 og 1939.
- Charlottenborg Efterårsudstilling 1922.
- Den frie Architektforenings udstilling 1915.
- Verdensudstillingen i Paris 1925.
- Bygge- og Boligudstilling i Forum 1929.

## Værker
- Eget sommerhus ved Dyrehaven, Langs Hegnet 18A, Kongens Lyngby (1920, ombygget).[1]
- Villa, Dalgas Boulevard 45 (1924).
- Skt. Lukas Kirke, Århus (1921-26, sammen med Anton Frederiksen, konkurrence 1918).
- Husum Skole, Husum, København (1928-30).
- Roskilde Landbobank, Roskilde (1930, også inventar).
- Det danske Studenterhus, Paris (1930).
- Ørstedhus, Vester Farimagsgade 41, København (1934).
- Højdevangens Skole, København (1930).
- Boligejendom, Baldersgade 18, Nørrebro, København (1935, oprindelige skulpturer ved indgangen fjernet, vinduer ændret).

- Katrinedalskolen, Vanløse, København (1935).
- Skolen ved Sundet samt Svagbørnsskolen, Samosvej 50, Amager, København (1937-38, begge skoler er fredet siden 1990).
- Knippelsbro, København (1935, fredet 2007).[2]

- Forsamlingsbygningen Tønderhus i Tønder.
- Universitetsparken ved Nørre Allé, København (1940'erne og 1950'erne, herunder Københavns Tandlægehøjskole 1938-41 og 1958-61, ingeniør Christen Ostenfeld).
- Interiør i C.A. Reitzels Boghandel, Nørregade 20 (1941, præmieret af Københavns Kommune).

- Mindelunden i Ryvangen, Tuborgvej 33, Hellerup (1947-50, parken er udformet af Aksel Andersen).
- Langebro, København (1954, fredet 2007).[2]
- Brorfelde-observatoriet, Observator Gyldenkernes Vej 3-15, Brorfelde (1953-62, haven er tegnet af Georg Georgsen, fredet 2009).[3]

- Egmont H. Petersens Kollegium, Nørre Allé, København (1954-57).
- Monument for Christiern Pedersen, Helsinge (1956).
- Biologisk Institut, Københavns Universitet, Botanisk Have, Øster Farimagsgade (ombygget).
- Festlokaler på Hotel d'Angleterre, Kongens Nytorv.

### Restaureringer
- Metropolitanskolen, Frue Plads, København.
- Arrestbygningen ved Domhuset i København, København.

- Børsen, København.
- Registrering af ældre bygninger på landet og i landsbyerne (efter 1958).

### Konkurrencer og projekter
- Statshusmandsboliger (1908, 3. præmie).
- Frihedsstøttens omgivelser (1910).
- Stiftelsen Fredens Hus (alderdomshjem for arbejdere), Øster Allé, København (1913).
- Dansk Købestævne, Fredericia (2. præmie 1914-15).
- Stationsbygninger til Almindingen-Gudhjembanen (præmieret 1915, sammen med F.C. Harboe).
- Bergens regulering (3. præmie 1916).
- Bebyggelsen Lyngen syd for Køge (2. præmie 1917, sammen med Anton Frederiksen).

- Frederiksberg Allés regulering (1915).
- Råd- og Domhus i Skagen (1920).
- Fælledparkens indgangsparti (præmie 1920).
- Århus Hovedbanegårds omgivelser (1920).
- Udstillingsbygning i Rio de Janiero (1922).
- Teknisk Skole på Frederiksberg (2. præmie 1926).
- Monument i Marselisborg Mindepark (3. præmie 1927, sammen med R. Harboe).
- Kastrup Lufthavn (1937, sammen med Svend Albinus).

### Skriftlige arbejder
- "Om registre", i: Arkitekten 1969, 265f.
- "Vestkysten ødelægges af feriehuse", i: Arkitekten 1979, 153-59.